# 李木菴
李木菴（1884年—1959年9月16日），原名振堃，字典武，又名清泉，化名何樊木，男，湖南桂阳人，中华人民共和国法学家。

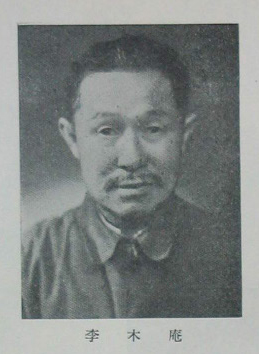
李木菴像

## 生平

### 清朝时期
李木庵是湖南省桂阳县正和乡八栋新屋村人。1899年，他考取秀才，不久进入长沙岳麓书院、京师国子监太学进修。后来，他考入京师法政专门学堂，1905年毕业。之后，他陆续在湘学堂、八旗学堂、政法学堂任教。辛亥革命后，任广州地方检察厅检察长。

### 民国时期
1914年，李木菴去福建办学，兼理省路局路政。此后任闽侯地方检察厅检察长、闽侯县知事和福建督军公署秘书等职。1925年春赴福建进行士兵运动，联络并争取闽军旅长曹万顺等率部加入国民革命军，其部被编入第十七军，他便出任该军政治部主任。同年夏，他加入中国共产党，不久后便参加北伐战争。
1927年，他随军经浙江、江苏进攻南京，在攻打中受伤。四一二事变中，他被通缉，只能躲藏在上海靠卖文字为生，但仍同中共保持联系。1931年曾回湖南家乡，准备组织农民武装，因被当局发觉，被迫前往南京，开办律师事务所，后被捕。经中共地下党营救后，隐居上海、苏州一带。1936年，被中共地下党组织派往西安，到杨虎城部宪兵营任书记。同年4月、5月，中共西北特别支部成立，他出任宣传委员；是年6月，他参与组织成立西北各界抗日救国联合会，任总务部负责人，参与领导开展西安地区抗日救亡运动，并在东北军和西北军中开展抗日民族统一战线工作，直接参与西安事变。
抗日战争爆发后，他奉命回到家乡，在桂阳县东镇乡举办抗日自卫游击干部训练班。1939年，开办桂阳县战时中学，任校长。1940年，因被搜捕而逃亡，11月辗转到达延安。1941年，起担任陕甘宁边区高等法院院长、检察长。1943年任陕甘宁边区参议会参议员、法律顾问和中国解放区行动纲领起草委员会委员等职；参加并主持怀安诗社的具体社务，与朱德、徐特立等并称“延安十老”。主编《怀安诗刊》，写有《西北吟》、《解放吟》、《窑台诗话》等诗稿。
第二次国共内战期间，他担任中共中央法律委员会委员。1948年，他随中共中央到达西柏坡。在此期间，他积极参与制定或起草了一些重要法规，如参与草拟了《中国人民政治协商会议共同纲领》、《中共中央关于废除国民党的六法全书与确定解放区的司法原则的指示》等。

### 人民共和国时期
中华人民共和国成立后，他出任中央人民政府司法部党组书记、副部长、中央法制委员会委员、中央法制委员会刑事法规委员会主任委员和全国政协委员。他曾主持编写《中华人民共和国刑法》等草案，参加《惩治反革命条例》、《惩治贪污条例》、《婚姻法》等法规的起草和审定工作。1955年，任最高人民法院顾问、湖南省政协副主席。第二届全国政协委员。
1959年9月16日，他在北京逝世，享年75岁。